# 148e régiment d'infanterie (États-Unis)
Pour les articles homonymes, voir 148e régiment.
Le 148e régiment d'infanterie (en anglais : 148th Infantry Regiment) est un régiment de l'United States Army.
Créé sous le nom de 148e régiment d'infanterie en 1917, il combat avec la 37e division d'infanterie pendant la Première et la Seconde Guerre mondiale. Les traditions de l'unité sont aujourd'hui conservées par le 1er bataillon du 148e régiment d'infanterie (1st Battalion, 148th Infantry Regiment), qui appartient à la 37e brigade d'infanterie.

## Création et différentes dénominations
- octobre 1917 : formation du 148e régiment d'infanterie à partir du 3e régiment d'infanterie de la Garde nationale de l'Ohio
- avril 1919 : démobilisation du régiment, ses éléments rejoignent le 1er régiment d'infanterie de la Garde nationale de l'Ohio
- juillet 1921 : formation du 148e régiment d'infanterie à partir du 2e régiment d'infanterie de la Garde nationale de l'Ohio (ex 6e)
- septembre 1959 : le 148e régiment d'infanterie devient l'unité parente des 1er et 2e groupes de bataille (1st and 2nd Battle Groups, 148th Infantry Regiment), selon l'organisation pentomic (en)
- avril 1963 : le 148e régiment d'infanterie devient l'unité parente des 1er et 2e bataillons (1st and 2nd Battalions, 148th Infantry Regiment)
- février 1968 : le 2e bataillon, 148e régiment d'infanterie est dissous
- septembre 1992 : le 1er bataillon, 166e régiment d'infanterie (en) fusionne avec le 1er bataillon, 148e régiment d'infanterie, qui garde son nom

## Historique

### Première Guerre mondiale
Le 148e régiment d'infanterie est formé le 15 septembre 1917 à partir du 3e régiment d'infanterie de la Garde nationale de l'Ohio passé au service fédéral. Rattaché à la 37e division d'infanterie, il participe en 1918 à la Première Guerre mondiale en France et en Belgique, en particulier à la bataille de la Lys et de l'Escaut.

### Entre-deux-guerres
Le 148e est démobilisé le 21 avril 1919 à Camp Sherman (en) et ses éléments rejoignent le 1er régiment d'infanterie de la Garde nationale de l'Ohio (renommé 147e régiment d'infanterie (en) en 1921).
Le 148e régiment d'infanterie est recréé le 1er juillet 1921, à partir du 2e régiment d'infanterie de la Garde nationale de l'Ohio mais en reprenant l'héritage du 6e régiment d'infanterie de l'Ohio. Ce dernier avait été absorbé par le 147e régiment d'infanterie en 1917, puis ses éléments avaient rejoint en 1919 le 2e régiment d'infanterie de la Garde nationale de l'Ohio.
Le nouveau 148e a son quartier général à Toledo, déplacé à Columbus en décembre 1937.

### Seconde Guerre mondiale
Le régiment participe à la guerre du Pacifique avec la 37e division d'infanterie.

### Après 1945
Le régiment est brièvement désactivé en décembre 1945. Il est recréé en novembre 1946, avec quartier général à Toledo. Le 1er septembre 1959, il devient l'unité parente de deux Battle Groups de la 37e division d'infanterie.
Le 1er avril 1963, il est réorganisé avec deux bataillons, rattachés à la 37e division d'infanterie. Le 15 février 1968, le 2e bataillon est dissous et le 1er bataillon est rattaché à la 38e division d'infanterie. Le quartier général régimentaire est déplacé à Lima.
En 1977, le 1er bataillon, 148e régiment d'infanterie passe à la 73e brigade d'infanterie. Le 1er septembre 1992, le bataillon fusionne avec le 1er bataillon du 166e régiment d'infanterie (en) et forme le 1er bataillon, 148e régiment d'infanterie de la 37e brigade d'infanterie.
De septembre 1993 à septembre 1994, le 1er bataillon, 148e régiment d'infanterie est rattaché à la 28e division d'infanterie, puis à la 38e division d'infanterie jusqu'en septembre 2007.
Le 1er septembre 2007, le bataillon déplace son quartier général à Walbridge et revient dans la 37e brigade d'infanterie.

## Traditions
La devise du régiment est We'll Do It, « nous allons faire ça », en référence à la traversée de l'Escaut par le régiment en 1918.
Le surnom officiel du régiment est Sixth Ohio.